# Río Farah
El río Farah o Farah Rud (del persa rud que significa 'río') es un río en el suroeste de Afganistán con unos 560 km de longitud que fluye desde las montañas Band-e-Bayan hacia Goud-e-Zereh.

## Geografía
El río nace en las montañas de Band-e Bayan en la provincia Ghor. Luego fluye por la provincia Farah y pasa por su capital, la ciudad de Farāh. Después toma la dirección hacia el sur hasta la cuenca del Sistán, situada en la frontera entre Afganistán e Irán, donde desagua en algunos de los hamun —lagos estacionales en el desierto— del Sistán.

## Embalse Bakhchabad
Se planea construir una presa en el río Farah. Su ubicación aproximada: 32°48′N, 62°39′E, o sea unos cien kilómetros al noreste de la ciudad de Farah. Bakhchabad tendrá una capacidad de 570 hm3, más de un tercio del volumen medio anual del agua del río. El propósito del embalse es garantizar el suministro de agua para el riego de 35 000 ha de campos y el establecimiento de una central de energía de 20 mil kilovatios.
Este proyecto está planeado para ser operativo en 2015.

## Hidrología
El caudal del río Farah se ha observado  desde 1954 a finales de 1978 en Farah, capital situada a 100 km al norte de la desembocadura del río en los hamuns de Sistan. Después de 1978, la desorganización debida a las guerras ya no hizo posible continuar con las observaciones
| Caudal medio mensual del Farah en la capital Farah (Datos calculados en 1953-1965 años, en m³/s) |
|                                                                                                  |

## Ciudades cruzadas
- Farah